# Zhuanglang
Der Kreis Zhuanglang (庄浪县; Pinyin: Zhuānglàng Xiàn) gehört zum Verwaltungsgebiet der bezirksfreien Stadt Pingliang in der chinesischen Provinz Gansu. Die Fläche beträgt 1.591 Quadratkilometer und die Einwohnerzahl 384.600 (Stand: Ende 2018).
Seit 2006 stehen das Yunya-Kloster (Yunya si) und die Chenjiadong-Grotten (Chenjia dong shiku 陈家洞石窟) gemeinsam auf der Liste der Denkmäler der Volksrepublik China (6-868).